# Tocina
Tocina település Spanyolországban, Sevilla tartományban. Tocina Cantillana és Villanueva del Río y Minas községekkel határos. Lakosainak száma 9373 fő (2024).

## Népesség
A település népessége az elmúlt években az alábbi módon változott:
| Lakosok száma | 8884 | 9005 | 9271 | 9452 | 9593 | 9685 | 9656 | 9501 | 9484 | 9373 |
|               | 2001 | 2004 | 2007 | 2009 | 2012 | 2014 | 2017 | 2019 | 2022 | 2024 |